# Championnat de Tchécoslovaquie de football 1931-1932
Navigation
Saison précédente Saison suivante
La saison 1931-1932 du Championnat de Tchécoslovaquie de football est la 8e édition du championnat de première division en Tchécoslovaquie. Les neuf meilleurs clubs du pays se retrouvent au sein d'une poule unique, la First League, où les formations s'affrontent deux fois, à domicile et à l'extérieur. À l'issue du championnat, pour faire passer le championnat à 10 équipes, le dernier du classement est relégué et remplacé par les deux meilleurs club de II. Liga, la deuxième division tchécoslovaque.
C'est le club de l'AC Sparta Prague qui termine en tête du classement du championnat, avec cinq points d'avance sur le triple tenant du titre, le SK Slavia Prague et neuf points sur le FC Bohemians Prague. C'est le 3e titre de champion de Tchécoslovaquie de l'histoire du club.

## Les clubs participants
| - SK Kladno - FC Bohemians Prague - SK Nachod - Viktoria Plzen - Promu de II. Liga - FK Viktoria Žižkov - FK Teplice - Cechie Karlin - Promu de II. Liga - SK Slavia Prague - AC Sparta Prague |

## Compétition

### Classement
Le barème utilisé pour établir le classement est le suivant :
- Victoire : 2 points
- Match nul : 1 point
- Défaite : 0 point

| Rang | Équipe              | Pts | J  | G  | N | P  | Bp | Bc | Diff |
| ---- | ------------------- | --- | -- | -- | - | -- | -- | -- | ---- |
| 1    | AC Sparta Prague    | 27  | 16 | 12 | 3 | 1  | 54 | 21 | +33  |
| 2    | SK Slavia Prague    | 22  | 16 | 10 | 2 | 4  | 44 | 25 | +19  |
| 3    | FC Bohemians Prague | 18  | 16 | 7  | 4 | 5  | 41 | 31 | +10  |
| 4    | Viktoria Plzen (P)  | 17  | 16 | 5  | 7 | 4  | 27 | 22 | +5   |
| 5    | FK Viktoria Žižkov  | 16  | 16 | 6  | 4 | 6  | 37 | 30 | +7   |
| 6    | FK Teplice          | 15  | 16 | 5  | 5 | 6  | 34 | 40 | -6   |
| 7    | SK Náchod           | 14  | 16 | 5  | 4 | 7  | 35 | 42 | -7   |
| 8    | SK Kladno           | 10  | 16 | 4  | 2 | 10 | 26 | 53 | -27  |
| 9    | Cechie Karlín (P)   | 5   | 16 | 1  | 3 | 12 | 29 | 63 | -34  |

|  | Qualification pour la Coupe Mitropa 1932             |
|  | Relégation en II. Liga                               |
|  | (T) Tenant du titre (P) : Promu de deuxième division |

## Bilan de la saison
| Championnat de Tchécoslovaquie de football 1931-1932 |                             |
| Champion                                             | AC Sparta Prague (3e titre) |
| Coupes et trophées                                   |                             |
| Vainqueur de la Coupe de Tchécoslovaquie 1931-1932   | Non disputée                |
| Qualifications continentales                         |                             |
| Coupe Mitropa 1932                                   | AC Sparta Prague            |
| Coupe Mitropa 1932                                   | SK Slavia Prague            |
| Promotions et relégations                            |                             |
| Promus en I. Liga                                    | SK Liben                    |
| Promus en I. Liga                                    | SK Plzen                    |
| Relégués en II. Liga                                 | Cechie Karlin               |